# U;Nee
Lee Hye Ryeon (hangul: 이혜련), nome mudado para Heo Yoon (hangul: 허윤), mais conhecida pelo seu nome artístico U;Nee (hangul: 유니), era uma cantora e atriz sul-coreana. Em 21 de janeiro de 2007, U;Nee foi encontrada morta em seu apartamento, tendo cometido suicídio por enforcamento aos 25 anos de idade.

## Infância
U;Nee nasceu Lee Hye-Ryeon (이혜련) em 3 de maio de 1981, em Seo-gu, Incheon, Coreia do Sul. Filha de mãe solteira, seu pai morreu quando Hye-Ryeon era jovem e ela foi criada por sua avó.

## Atuação
A jovem estreou-se como atriz infantil em 1996, no drama do canal de televisão coreano Korean Broadcasting System (KBS), 'Os Adultos Não Entendem'. Em 1998, estreou-se no grande ecrã com o filme 'Dezessete', e posteriormente em diversos dramas para televisão como 'O Tema do Jogo' e 'Lágrimas de Dragão'.

## Música

### 2003: estreia e U;Nee Code
Sua carreira como cantora de Dance-pop começou em 2003 ao lançar o seu primeiro single, 'Go' (가), incluído no álbum de estreia 'U;Nee Code', lançado em 12 de junho de 2003. A música 'Doobunche Trick' foi lançada como single de rádio e rendeu algumas apresentações em programas de grande audiência como o 'MusicTank'.

### 2005: Mudança de Imagem, Call Call Call e Passion & Pure
A partir de 2005, sua gravadora começou a divulgá-la como cantora sexy, concentrando-se mais em sua imagem ao mesmo tempo em que transformava seu estilo musical dance-pop em R&B, como no single "Call Call Call", que alcançou o Top 10 das paradas musicais da Coreia do Sul. U;Nee passou por cirurgias plásticas, ampliando o tamanho de seus peitos e modificando o formato de sua mandíbula e de seu nariz. Pouco depois, foi lançado seu segundo álbum, intitulado "Passion & Pure", com vendas próximas às de U;Nee Code. "Call Call Call" causou grande relevo e grande polêmica no seu país, críticos catalogando-a de "vulgar" devido ao seu estilo sexualmente explícito. Devido ao declínio da indústria musical no seu país, sua gravadora decidiu explorar ainda mais a sua imagem provocadora, inclusive fazendo-a posar nua para a Playboy, mas isso não deu melhores resultados. Yoon, que era bastante tímida e reservada, ficou bastante desgastada no processo.

### 2006: U;Nee no Japão e Habit
No ano de 2006 U;Nee tentou começar uma carreira no Japão, mas não conseguiu lançar mais que um single naquele país, além de fazer algumas apresentações em discotecas reconhecidas como a Velfarre. No país nipônico, devido ao seu estilo, foi apelidada de "a Kumi Koda coreana".
Em meados de 2006, iniciou a produção de um terceiro álbum, desta vez com um apelo mais emocional e com temas mais pessoais. A música "Habit" (Seub gwan), que deu título ao álbum, mostrava uma Heo mais amadurecida. A gravação do primeiro single, que seria Sorrow fantasy, estava prevista para o dia 20 de fevereiro de 2007, mas não aconteceu, devido a tragédia ocorrida na casa da cantora.

## Morte
U;Nee cometeu suicídio em 21 de janeiro de 2007 em sua casa em Seo-gu, Incheon, Coreia do Sul. Sua avó a encontrou pendurada na moldura da porta por uma toalha de banho. Apesar de chamar imediatamente uma ambulância, a cantora já estava morta e sem possibilidade de reanimação. A morte da cantora causou comoção e a notícia do suicídio correu por toda a indústria musical asiática. Apesar da sua morte, sua gravadora na Coreia do Sul decidiu lançar o seu terceiro álbum na data planejada, 26 de janeiro.
As investigações da polícia determinaram que U;Nee sofria de depressão e estresse. Yoon não deixou uma carta de despedida, mas havia falado previamente sobre sua solidão em um website: "Eu sinto que tudo é vazio. Estou novamente andando por um caminho para alcançar um destino que não conheço." O seu cadáver foi transladado para o World Hospital da Coreia, onde a família decidiu que fosse cremado.

## Filmografia
- 'Os Adultos Não Entendem'
- 'Dezessete'
- 'Zilzu'
- 'Acelerando'
- 'O Tema do Jogo'
- 'Lágrimas de Dragão'
- 'O Rei e a Rainha'
- 'X-Man'

## Discografia

### Álbuns
- U;Nee Code (2003)
- Passion & Pure (2005)
- Habit | 솔로 판타지 (2007)

### Videoclipes
- 'Go' | 2003
- 'Call Call Call' | 2005
- 'Habit' | 2007

### Singles
- 'Go' | 2003
- 'Call Call Call' | 2005
- 'One' | 2006

## Fan Sites
- Site U;Nee
- Fanblog sobre U;Nee